# FireWall-1
FireWall-1 / VPN-1 est une solution logicielle ou matérielle de pare-feu éditée par Check Point. Premier pare-feu informatique commercialisé en 1994,, il a été un succès commercial : en 1995 plus de 4 000 FireWall−1 étaient installés, représentant 40 % du marché à l'époque. C'est un produit logiciel uniquement, par comparaison avec CyberGuard qui était une solution logicielle et matérielle.
FireWall-1 s'inscrit dans une architecture réseau de type Zone démilitarisée (DMZ). Il se paramètre par un ensemble de règles définissant les protocoles autorisés, les ports et les adresses IP qui peuvent établir des connexions, et il gère des traces permettant de suivre les connexions. Par défaut tout ce qui n'est pas explicitement autorisé est rejeté.